# Pinirampus argentina
Pinirampus argentina är en fiskart som först beskrevs av Macdonagh, 1938.  Pinirampus argentina ingår i släktet Pinirampus och familjen Pimelodidae. Inga underarter finns listade i Catalogue of Life.
Denna fisk förekommer i norra Argentina i olika vattendrag som mynnar i Paranáfloden. Utbredningsomådet sträcker sig över provinserna Buenos Aires, Corrientes, Entre Ríos, Misiones och Santa Fé. Arten finns i alla habitat i regionen.
Populationen hotas regionalt av landskapsförändringar och byggprojekt. Beståndets storlek är inte känd men den antas vara stor. IUCN listar arten som livskraftig (LC).